# 漁港 (バンド)
漁港（ぎょこう 正式表記は「港」を反転させた文字を使用している）は、日本のバンド。
1986年に結成。2004年ユニバーサルミュージックよりメジャー・デビュー。

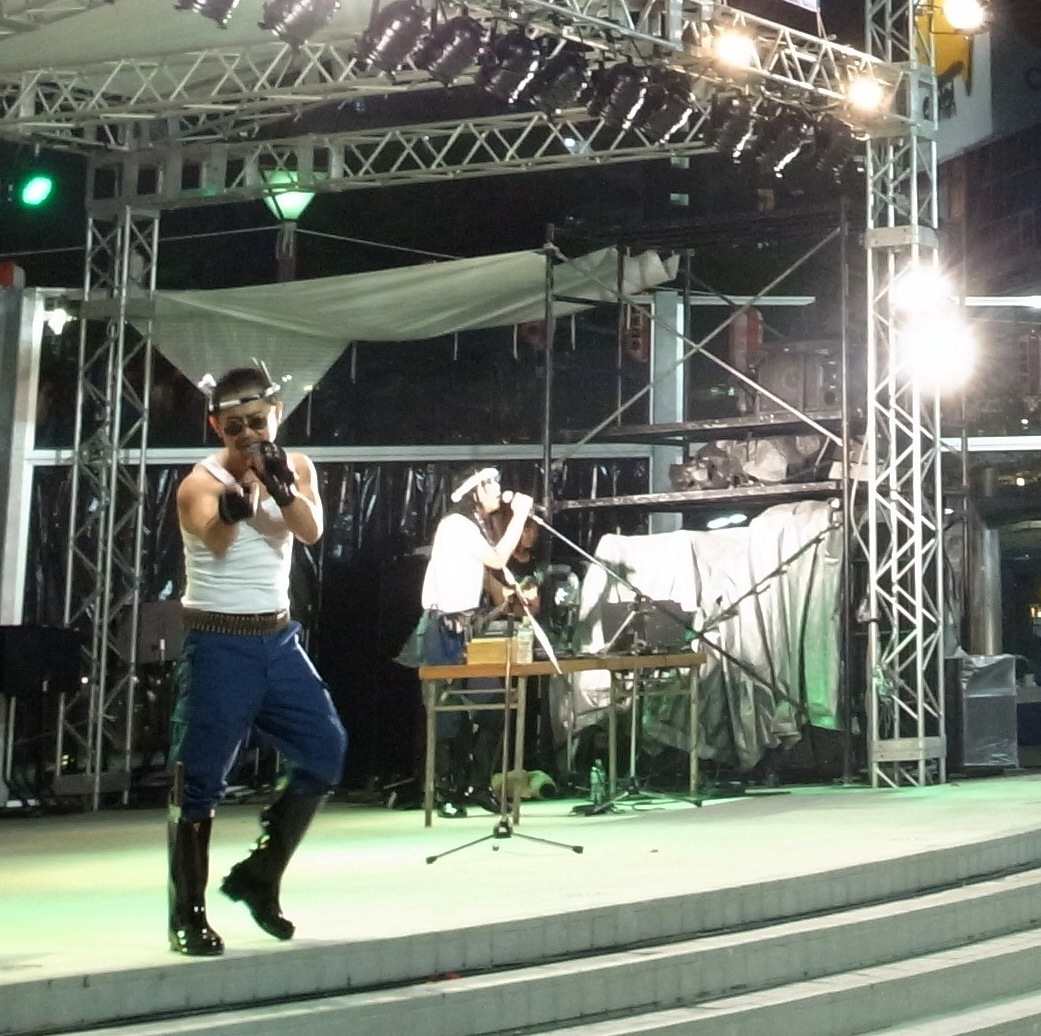
漁港、新浦安祭りにて（2014年）

## 概要
- そのバンド名が表す通り、自称、フィッシュロック・バンドとして「日本の食文化を魚に戻し鯛！」を合言葉に活動。メンバーは千葉県の浦安魚市場で実際に鮮魚商を兼業しており、魚介類や海をテーマにした楽曲の発表を行う。ねじり鉢巻にゴム長というビジュアル・イメージ、楽曲の歌詞世界など、遠洋漁業を想起させるコンセプトを持って活動を行ない、ミュージシャンと鮮魚商を両立させている。ライブでは食用魚の解体ショーや鰹節・貝類などの配布といった独自のパフォーマンスを行う。物販もCDなどの音楽関係よりも、鮮魚類が豊富である。従来のミュージシャンが、各楽曲の世界観やメッセージなどを、リスナーの聴覚と視覚に頼って伝えていたのに対して、漁港はさらに味覚と嗅覚という概念を取り入れている。
- バンドの周囲では、ライブを漁業、チケットを乗船券などと言い換えたり、通常会話の節々を海や魚介類に関係した漢字へと（半ば無理矢理に）変換する、聖飢魔IIにおける悪魔用語に近い特殊な言い回し「漁港用語」が使用される。メンバーだけでなく、事務所からの公式情報や、漁師・海女（それぞれ男性と女性の漁港ファンの事）のコミュニケーションなどにも使用されている。
- バンド名の正式表記で「港」の文字が左右反転になっている理由は、左側の「漁」と合わせる事で左右対称のような形となり、足を広げた毛蟹の姿を連想させるデザインになる事に気づいた、リーダー・森田釣竿の発案。METALLICAのロゴの「M」と「A」、ABBAの「B」、漫才コンビのB&Bの「B」を意識したという説もある。
- 鰹節の生産量が日本一の鹿児島県枕崎市の鰹節大使であり、責任あるまぐろ漁業推進機構のイメージキャラクターにも抜擢されている。
- 『Lonely Planet's Six Degrees』に出演。全世界で放送される（国内ではDiscovery Channel）。
- ロイター通信社、イギリスBBC、オーストラリアABC、韓国文化放送 MBC、フランスCANAL PLUS等と、国内よりも海外のメディアに取り上げられることが多い。
- 森田釣竿はガスボーイズ、KILLING JERK、THE般若ではベースを弾いていた。

## 沿革
- 1986年、漁業を生計としていた森田釣竿が、オーストラリア沖を航海中にRUN D.M.C.の『ウォーク・ディス・ウェイ』を聴いて音楽活動に目覚め、結成。
- 2004年、シングル「鮪」でメジャー・デビュー。
- 2007年5月23日(水) ポプラ社のマザーフードマガジン『まぐろ』『かに』 CMナレーションを森田釣竿が担当
- 2008年1月9日(水) 水産庁で2ndアルバム「FISH&PEACE」の発表記者会見を実現。水産庁でアルバム発表記者会見を行ったミュージシャンは漁港が初めて。
- 2008年10月10日(金) 『築地市場 食育ウィーク』で念願の東京都中央卸売市場漁業ライブを実現。ロックバンドによる築地市場内でのライブは史上初。共演は平野レミ。
- 2008年12月1日(月) 『Act Against AIDS 2008 THE VARIETY』では日本武道館での漁業ライブを実現。日本武道館で初めてマグロをさばいたバンドとなった。
- 2009年3月7日(土) 『ふるさとの食にっぽんの食・全国フェスティバル』でNHK放送センターにぎわい広場でマグロ解体ライブを実現。主催「ふるさとの食にっぽんの食」全国実行委員会（JA全中/JF全漁連/大日本水産会/NHK）「ふるさとの食にっぽんの食」各都道府県実行委員会。後援：農林水産省。
- 2010年5月22日(土) ジャパニーズ・オルタナティヴ・ロック 特選ガイドに2ndアルバム「FISH&PEACE」選出。
- 2011年6月26日(日) 『さんまのスーパーからくりTV・第8回 芸能人かえうた王 決定戦 2時間SP』（TBS）新人戦決勝進出。
- 2011年9月18日(日) 魚食の復権・促進、被災地の復興を目的に結成されたボランティア団体『Re-Fish』メンバーに。森田釣竿の地元である千葉県浦安市にてRe-Fish旗揚げイベント『Full Fish Festival 2011 in Urayasu』開催。
- 2011年12月25日(日) 爆風スランプトリビュートアルバム「We Love BakufuSlump」に森田釣竿が参加。「45歳の地図」Vo.を担当。
- 2012年11月11日(日) 平成24年度水揚量日本一の千葉県・銚子港『鮪 まぐろフェア』にて、前代未聞のマグロ四本同時解体ライブを実現。
- 2012年11月27日(火) 大日本水産会から「平成24年度 魚食普及貢献者」として森田釣竿が感謝状を贈呈される。
- 2013年4月7日(日) MOOSIC LAB 2013 今井真監督『アナタの白子に戻り鰹』初主演映画 公開。観客賞、最優秀主演男優賞受賞。
- 2013年8月24日(土) KIRIN のどごし生 夢のマグロドリームキャンペーン『のどごし夢のマグロ晩餐会』オープニングアクト。共演: 阿藤快、森崎友紀
- 2014年4月15日(火) 岩手県釜石市のブランド牡蠣「かまいし桜牡蠣」の復興支援CDリリース。室浜漁港にて先行発売。
- 2014年6月21日(土)大地を守る会、J-WAVE主催「100万人のキャンドルナイト@増上寺2014」復興支援トークに森田釣竿出演。
- 2015年7月20日(月･祝) 結成15周年を記念して湾マンライブ 『漁港のどこまでやるの！』開催。初のソールドアウト。
- 2015年10月3日(土) ダイノジ主催のロックフェス『マグロック2015 フジソニック2015』のオープニングアクトを務める。
- 2015年11月29日(日) 6thシングル『鱒（マス）』自主レーベル漁港冷凍部よりリリース。初セルフプロデュース作品。
- 2016年7月18日(月）7thシングル『イカ』自主レーベル漁港冷凍部よりリリース。
- 2016年8月24日(木) 打首獄門同好会「島国DNA」MVに森田釣竿が出演。レコ発ライブ『おさかな天獄』にてクロマグロ一本解体。
- 2016年10月1日(日) 築地「東劇」にて先行公開された映画『TSUKIJI　WONDERLAND（築地ワンダーランド）』 に森田釣竿出演。
- 2016年11月6日(日) 東京海洋大学・品川キャンパス『第57回 海鷹祭』にて初ライブ。
- 2016年10月8日(日) 水産庁が任命する「お魚かたりべ」に森田釣竿が選出される。
- 2017年6月1日(木) 浦安市内に森田釣竿が経営する鮮魚店「泉銀」二号店をオープン
- 2017年7月17日(月･海の日) フォトグラファー 天津優貴と漁港初写真集を制作
- 2017年9月24日(日) 問題作「どぜう」発表と同時に封印。
- 2018年3月14日(水) 打首獄門同好会at日本武道館に森田釣竿がゲスト出演
- 2018年9月24日(月) 岩下の新生姜ミュージアム スペシャル・湾マンライブ『ニュージンジャー・セレクション 2018秋冬』出演
- 2018年7月16日(月) 8thシングル『魚食え！コノヤロー！！！』自主レーベル漁港冷凍部よりリリース。

## 乗組員（メンバー）
- 森田釣竿：船長（リーダー）・ボーカル・包丁
- 深海光一：ギター・サンプラー・コーラス・ダンス・焼き鳥・ヅラ・後片付け

## 旧メンバー
- 鯨太郎（見習い）：エンジンルーム（サンプラー)・コーラス・後片付け
- 荒波寛之：エンジンルーム（サンプラー）
- キロピン丸：コーラス・気合

## 代表魚（ディスコグラフィー）

### シングル
- 「鮪」 2004年11月3日（推薦：東京都中央卸売市場、東京築地市場大物業界）
  1. 鮪 マグロ節
  2. 鮪 解体マグロック
テレビ東京系『開運!なんでも鑑定団』エンディング・テーマ
  3. 鮪 スペースコロニー脳天頬肉
  4. 「『鮪 マグロ節』のPV （+オマケ映像）」（DVD）

- 「鰹」 2005年2月25日（推薦：東京都中央卸売市場）
  1. 鰹 削れ！かつおぶし
テレビ東京系『怒りオヤジ』エンディング・テーマ
  2. 鰹 日本！鰹武士（勝男）
  3. 鰹 出港街道かつを節

- 「枕崎！勝男武士」 2007年6月5日 鹿児島県枕崎市 鰹節伝来300年 記念CD
  1. 枕崎！勝男武士
  2. 枕崎！勝男武士（踊る花がつおver.）
  3. 枕崎！勝男武士（カラオケ）

- 「HUNAMUSHI」 2013年10月20日
  1. ファストフナムシ
  2. フナムシロック
  3. 方丈記・序 （映画『アナタの白子に戻り鰹』より）

- 「かまいし 桜牡蠣」 2014年4月15日
  1. かまいし 桜牡蠣
  2. かまいし 桜牡蠣（カラオケ）

- 「鱒（マス）」 2015年11月29日
  1. TROUT 鱒K REPLICA
  2. 鱒 WAR
  3. Christ鱒 From Toyama

- 「イカ」 2016年7月18日
  1. 燃えろ!!イカ野球 (深海光一 初ボーカル)
  2. Squid addiction
  3. よっちゃん行進曲

- 「魚食え！コノヤロー！！！」 2018年7月16日
  1. 魚食え！コノヤロー！
  2. 魚食え！コノヤロー！！
  3. 魚食え！コノヤロー！！！
  4. 肉食え？コノヤロー♡♡♡
  5. 魚食えコノヤロ音頭

### アルバム
- 「漁港」 2007年5月23日（推薦：東京都中央卸売市場、東京築地市場大物業界、東京築地魚市場鮮魚業界）
  - 全作詞･作曲、森田釣竿

  1. 鰹 出港街道（激）
  2. 鮟鱇 待つわ
  3. 鮭 乾杯
  4. 鰆 春うらら
  5. 鰤 漁船の休息
  6. 蛸 オクトパドン VS 地球防衛船 第三泉銀丸
  7. 鯛 congratulations!
  8. 魚亜陸 アトランティス
  9. 鰹 男鰹節（Live at カラオケスナック）
  10. 鮪 スペースコロニー脳天頬肉Ⅱ
  11. <Bonus Track> 鰊(稚魚）
  12. <Bonus Track> 鯰(稚魚）

- 「FISH&PEACE」 2008年1月9日（推薦：東京都中央卸売市場、東京築地市場大物業界、東京築地魚市場鮮魚業界）
  1. 鯰 なまず 日本列島大震災20XX年
  2. 太刀魚 たちうお 妖刀無常節
  3. 鯨 くじら 潮吹き行司
  4. 鰊 にしん 魚卵産婦人科 Dr.KAZUNOKO
  5. 鯆 いるか ドルフィンナイトダンス
  6. 飛魚 とびうお 波飛びギター野郎
  7. 鯵 あじ Flying Aji Fried
  8. 鮪 まぐろ 地球侵略！マグロー将軍
  9. 地球防衛船第三泉銀丸「マグローとの遭遇」
  10. The Planet earth of water 地球
  11. ＜お魚販売促進 特典楽曲＞おさかな天国（おさかな甲子園）
  12. ＜お魚販売促進 特典楽曲＞森田釣竿の店頭口上

- 「海」 2011年3月23日
  1. 海の国
  2. 深海 Part One
  3. Anarchy in The SEA
  4. Seafood Elegy
  5. 鯨ノ海 feat.ウギャル Lie
  6. 深海 Part Two
  7. 砕氷船と氷海
  8. 南海の楽園
  9. Seven Seas
  10. あの海へ
  11. 海の国 (カラオケ) 【カラオケ1曲サービス♪】

### 参加作品
- シナぷしゅのうた ２（2021年6月1日） - おくいぞめ
- シナぷしゅ あいうえーお！で はじまりぷしゅ♪（2021年12月1日） - おくいぞめ